# Reinstoff
|  |  |
|  |  |

|  |  |  |  |  |
|  |  |  |  |  |

Als Reinstoff bezeichnet man in der Chemie einen Stoff, der einheitlich aus nur einer chemischen Verbindung oder einem chemischen Element zusammengesetzt ist; der Begriff steht im Gegensatz zu einem Gemisch. Ein Reinstoff kann auch einen „isotopen-reinen“ Stoff (etwa reines schweres Wasser) oder eine in einer definierten Position völlig isotopen-markierte Verbindung bezeichnen. Reinstoffe, die nur aus einer Atomsorte bestehen, nennt man Elementsubstanzen.

## Beispiele für Reinstoffe und Gemische
Reinstoffe
- Reine Chemische Elemente sind z. B. reiner Wasserstoff, Sauerstoff oder Gold.
- Reine Chemische Verbindungen sind z. B. reines, destilliertes Wasser, reines Kohlenstoffdioxid oder reines Natriumchlorid (Kochsalz).

Anmerkung: Chemische Verbindungen sind zwar aus mehreren Elementen aufgebaut, sind aber keine Mischung von Elementen.
Gemische
- Luft ist ein Gasgemisch aus Stickstoff, Sauerstoff, Wasserdampf, Argon, Kohlenstoffdioxid, Wasserstoff und weiteren Gasen in Spuren
- Milch ist ein flüssiges Gemisch (Emulsion) aus Wasser, Kohlenhydraten, Fetten, Proteinen und von Spurenelementen.
- Granit ist ein festes Gemisch, das hauptsächlich aus Quarz, Feldspäten und Glimmern besteht.

## Eigenschaften von Reinstoffen
Reinstoffe können Elemente oder Verbindungen sein. Reinstoffe haben klar definierte physikalische Eigenschaften, die zur Charakterisierung verwendet werden, z. B.
- Schmelzpunkt (Schmelztemperatur)
- Siedepunkt (Siedetemperatur)
- Dichte
- Brechungsindex
- elektrische Leitfähigkeit
- Wärmeleitfähigkeit
- Löslichkeit in einem Lösemittel

## Idealer Reinstoff
Das Ideal eines Reinstoffes ist in der Praxis nicht erreichbar. Als Reinstoffe bezeichnete Stoffe enthalten immer noch einen kleinen Anteil an Verunreinigungen. Für handelbare Reinstoffe (Chemikalienhandel) gelten deshalb eine Reihe von Reinheitsklassen, z. B. „pro analysi“, „reinst“, „rein“, „Nach DAB (Deutsches Arzneimittel-Buch)“ etc. mit entsprechenden Definitionen. Diese Definitionen sind meist zweckgebunden und werden durch den Abdruck einer Analyse derjenigen Verunreinigungen ergänzt, die für den jeweiligen Verwendungszweck des Reinstoffes von besonderer Bedeutung sind.

## Allgegenwart der Elemente und Stoffe
Der Begriff Allgegenwart der (chemischen) Elemente wurde im Jahr 1936 von den deutschen Chemikern Ida Noddack-Tacke und Walter Noddack, die das Rhenium entdeckten, geprägt.
Das allgemeiner gehaltene Gesetz von der Allgegenwart der Stoffe drückt aus, dass jeder beliebige Stoff in jedem anderen beliebigen Stoff mindestens minimal löslich ist. Dies hat zur Folge, dass es unmöglich ist, Reinstoffe im eigentlichen Sinne herzustellen, da sie stets im Kontakt zu irgendeinem Gefäß o. ä. stehen müssten, sodass einzelne Teilchen der Gefäßwand den Stoff wieder verunreinigen würden.
Thermodynamisch wird das Gesetz mit der Konzentrationsabhängigkeit des chemischen Potentials untermauert:
{\displaystyle \mu _{i}=\mu _{i}^{\circ }+RT\ln \left\{a_{i}\right\}}
Bei unendlicher Verdünnung mit {\displaystyle a_{i}\to 0} gilt:
{\displaystyle \lim _{a_{i}\to 0}{\mu _{i}}=\lim _{a_{i}\to 0}{\mu _{i}^{\circ }+RT\ln \left\{a_{i}\right\}}=-\infty }
Dieser Grenzwert zeigt, dass unter der Annahme, es gäbe einen reinen Stoff, jeder andere Stoff ein unendlich starkes Bestreben hätte, sich in dem Reinstoff zu lösen.